# Château de Bosc-le-Comte
Le château de Bosc-le-Comte est une demeure qui se dresse sur le territoire de la commune française de Saint-Pierre-le-Vieux, dans le département de la Seine-Maritime, en région Normandie. L'édifice est partiellement inscrit au titre des monuments historiques.

## Localisation
Le château est situé route de Luneray, à laquelle le pignon de l'aile gauche est attenant, au centre du hameau de Bosc-le-Comte, à l'écart de la commune de Saint-Pierre-le-Vieux, dans le département français de la Seine-Maritime.

## Historique
Le château actuel daté de la fin du XVIIIe siècle est bâti sur l'emplacement d'un édifice antérieur, possédé au XVIIe siècle par Nicolas du Resnel, président du grenier à sel de Dieppe et de Saint-Valéry. Il sert de pavillon de chasse.
Au XVIIIe siècle, il a été la résidence de l'abbé du Resnel, membre de l'Académie française.
Il est acquis par une famille[Laquelle ?] d'industriels après la Révolution française.

## Description
L'édifice est construit en grès, briques, pans de bois et plâtre.
Il comporte un jardin potager en terrasses.

## Protection
Les façades et toitures sont inscrites au titre des monuments historiques par arrêté du 23 juillet 1970.

## Pour approfondir